# Galtara pulverata
Galtara pulverata là một loài bướm đêm thuộc phân họ Arctiinae, họ Erebidae.